# Charles Francis Richter
Charles Francis Richter (n. 26 aprilie 1900, Overpeck⁠(d), Comitatul Butler, Ohio, Ohio, SUA – d. 30 septembrie 1985, Pasadena, California, SUA) a fost un seismolog și fizician american.
Richter este cel mai cunoscut ca fiind creatorul scării de mărimi Richter, care, până la dezvoltarea scării de magnitudine momentană în 1979, a cuantificat dimensiunea cutremurelor. Inspirat de lucrările din 1928 ale lui Kiyoo Wadati despre cutremurele adânci, Richter a folosit pentru prima dată scara în 1935 după ce a dezvoltat-o în colaborare cu Beno Gutenberg; amândoi au lucrat la Institutul de Tehnologie din California. 
Citatul „comploturile logaritmice sunt un dispozitiv al diavolului” este atribuit lui Richter.